# ماريا نويل جينوفيز
ماريا نويل جينوفيز (بالإسبانية: María Noel Genovese) هي عارضة وممثلة أوروغوانية، ولدت في 25 ديسمبر 1943 بمونتفيدو في الأوروغواي.

## وصلات خارجية
- ماريا نويل جينوفيز على موقع IMDb (الإنجليزية)
- ماريا نويل جينوفيز على موقع أول موفي (الإنجليزية)
- ماريا نويل جينوفيز على موقع قاعدة بيانات الأفلام السويدية (السويدية)
- ماريا نويل جينوفيز على موقع قاعدة بيانات الفيلم (الإنجليزية)
- ماريا نويل جينوفيز على موقع كينوبويسك (الروسية)